# 朱覲鐰
弋陽僖順王朱覲鐰（1453年10月20日—1497年3月23日），號毓秀，明朝寧藩第二代弋陽王，弋陽榮莊王朱奠壏的嫡長子。

## 生平
景泰四年九月十九日（1453年10月20日）生。天順五年（1461年）五月，弋陽榮莊王朱奠壏因遭誣陷，被賜自盡。成化元年（1465年）十月，朱覲鐰襲封弋陽王。
弘治十年二月二十日（1497年3月23日），朱覲鐰去世，享年四十五岁，諡號僖順。兩年後，嫡第三子鎮國將軍朱宸汭襲爵。

## 家庭

### 妻
- 王氏（1453年－1519年）[1]，南城兵馬副指揮王庸女，成化四年（1468年）十月冊為弋陽王妃[6]。

### 妾
- 鄧氏（1457年－1487年），冊為弋陽王夫人。
- 武氏（1456年－1540年），冊為弋陽王夫人。[1]

### 子
- 長子：夭折
- 第二子：夭折
- 第三子：鎮國將軍→弋陽莊僖王朱宸汭
- 第四子：鎮國將軍朱宸㵰（1481年－）
  - 第一子：輔國將軍朱拱樽[7]
    - 第一子：奉國將軍朱多煇[7]
      - 第一子：鎮國中尉朱謀壁[8]

    - 第二子：奉國將軍朱多煦[7]
      - 第一子：鎮國中尉朱謀坃[8]
      - 第二子：鎮國中尉朱謀𢖽[8]
      - 第三子：鎮國中尉朱謀㘹[8]
      - 第四子：鎮國中尉朱謀⿰秀隹[8]
        - 第一子：朱統鋇，未封[8]

    - 第三子：奉國將軍朱多熽[7]
      - 第一子：鎮國中尉朱謀勤[8]
        - 第一子：朱統鈑，未封[8]

    - 第四子：奉國將軍朱多煍[7]
      - 第一子：鎮國中尉朱謀𡊼[8]
        - 第一子：輔國中尉朱統銲[8]
        - 第二子：輔國中尉朱統𨦃[8]

      - 第二子：鎮國中尉朱謀𡊭[8]
      - 第三子：鎮國中尉朱謀趨[8]
        - 第一子：朱統鐹，未封[8]

      - 第四子：鎮國中尉朱謀⿰土磬[8]
      - 第五子：朱謀埒，未封[8]

    - 第五子：奉國將軍朱多𤍵[7]
      - 第一子：鎮國中尉朱謀墴[8]
        - 第一子：朱統釤，未封[8]

      - 第二子：鎮國中尉朱謀越[8]
      - 第三子：朱謀圯，未封[8]
      - 第四子：朱謀坓，未封[8]
- 第五子：鎮國將軍朱宸𣽝（1484年－1526年），明末畫家八大山人高祖父[9]
  - 第一子：輔國將軍朱拱柹[7]
    - 第一子：奉國將軍朱多燇[7]
      - 第一子：鎮國中尉朱謀憆[8]
      - 第二子：鎮國中尉朱謀𧽥[8]
        - 第一子：朱統⿺爰金，未封[8]

      - 第三子：鎮國中尉朱謀𡊵[8]

    - 第二子：奉國將軍朱多⿰火泰[8]
      - 第一子：朱謀𦯀，未封[8]

    - 第三子：奉國將軍朱多𤊡[8]
      - 第一子：鎮國中尉朱謀𪇠[8]
      - 第二子：鎮國中尉朱謀𩕉[8]
      - 第三子：朱謀坒，未封[8]

    - 第四子：奉國將軍朱多⿰火春[8]
      - 第一子：鎮國中尉朱謀𡏂[8]
      - 第二子：朱謀𡍧，未封[8]
      - 第三子：朱謀𡏛，未封[8]
      - 第四子：朱謀𡋚，未封[8]

    - 第五子：奉國將軍朱多𰟓[8]

  - 第二子：輔國將軍朱拱楅[7]
    - 第一子：奉國將軍朱多焯[7]
      - 第一子：鎮國中尉朱謀坪[8]
      - 第二子：鎮國中尉朱謀𧺻[8]
        - 第一子：朱統鉁，未封[8]
        - 第二子：朱統鋙，未封[8]

  - 第三子：輔國將軍朱拱檜[7]
    - 第一子：奉國將軍朱多煌[7]，奉敕管理府事[8]
      - 第一子：鎮國中尉朱謀𡉟[8]
        - 第一子：朱統⿰舟金，未封[8]

      - 第二子：鎮國中尉朱謀𧽎[8]，字履中，號西滸[10]
        - 第一子：朱統鈳，未封[8]

      - 第三子：鎮國中尉朱謀𧽊[8]
      - 第四子：鎮國中尉朱謀重[8]

    - 第二子：奉國將軍朱多炡[7]（1541年——1589年），字貞吉，號瀑泉[10]。李維楨爲其撰墓誌銘。夫人袁氏，封淑人，生謀堚、謀趯。內助王氏，生謀㘻、謀𪇼、謀卦[11]
      - 嫡一子：鎮國中尉朱謀堚[8]
      - 嫡二子：鎮國中尉朱謀趯[8]
        - 第一子：朱統⿰由金，未封[8]
        - 第二子：朱統鉐，未封[8]
        - 第三子：朱統鉿，未封[8]

      - 庶三子：鎮國中尉朱謀㘻[8]
      - 庶四子：鎮國中尉朱謀𪇼[8]，字太冲，號鹿洞[10]
      - 庶五子：鎮國中尉朱謀卦[8]，字象吉[10]

    - 第三子：奉國將軍朱多燝[7]
      - 第一子：鎮國中尉朱謀量[8]
        - 第一子：朱統錝，未封[8]

      - 第二子：鎮國中尉朱謀全[8]
        - 第一子：朱統⿰金𫝹，未封[8]

      - 第三子：鎮國中尉朱謀𠠄[8]
      - 第四子：鎮國中尉朱謀望[8]

    - 第四子：奉國將軍朱多炤[8]
      - 第一子：鎮國中尉朱謀𧾏[8]
        - 第一子：朱統𨥰[12]，一作「朱統鈷」，未封[8]

      - 第二子：鎮國中尉朱謀翼[8]
      - 第三子：鎮國中尉朱謀臹[8]
      - 第四子：鎮國中尉朱謀喆[8]

    - 第五子：奉國將軍朱多𭵵[8]
      - 第一子：鎮國中尉朱謀轂[8]，字用虛[10]
      - 第二子：鎮國中尉朱謀𨛋[8]
      - 第三子：鎮國中尉朱謀脛[8]

    - 第六子：奉國將軍朱多𬋙[8]
      - 第一子：鎮國中尉朱謀雍[8]
        - 第一子：朱統鈷，未封[8]
        - 第二子：朱統鋿，未封[8]

      - 第二子：朱謀塼，未封[8]

  - 第四子：輔國將軍朱拱𣔹[7]
    - 第一子：奉國將軍朱多烘[7]
      - 第一子：鎮國中尉朱謀喜[8]
      - 第二子：鎮國中尉朱謀䟇[8]
      - 第三子：朱謀𡌫，未封[8]

    - 第二子：奉國將軍朱多爁[7]
      - 第一子：鎮國中尉朱謀奎[8]
        - 第一子：朱統𰼪，未封[8]

      - 第二子：鎮國中尉朱謀墤[8]
        - 第一子：朱統釘，未封[8]

      - 第三子：鎮國中尉朱謀⿰口塈[8]
        - 第一子：朱統鉀，未封[8]

      - 第四子：鎮國中尉朱謀𣫈[8]

  - 第五子：朱拱𣕈，無封[8]
    - 第一子：冠帶宗人朱多燰[8]
      - 第一子：朱謀壟，無封[8]
      - 第二子：朱謀⿰墓隹，無封[8]

    - 第二子：冠帶宗人朱多熡[8]
      - 第一子：朱謀郌，無封[8]
      - 第二子：朱謀㙠，無封[8]

    - 第三子：冠帶宗人朱多𪹃[8]
      - 第一子：朱謀𧩼，無封[8]
      - 第二子：朱謀𡍕，無封[8]
      - 第三子：朱謀埐，無封[8]

    - 第四子：冠帶宗人朱多煗[8]
      - 第一子：朱謀睦，無封[8]
      - 第二子：朱謀⿱十至，無封[8]